# Nagy szőrössün
A nagy szőrössün (Echinosorex gymnura) az emlősök (Mammalia) osztályának Eulipotyphla rendjébe, ezen belül a sünfélék (Erinaceidae) családjába és a szőrös sünök (Galericinae) alcsaládjába tartozó faj.
Nemének egyetlen faja.

## Előfordulása
Brunei, Indonézia, Malajzia, Mianmar és Thaiföld területén honos. Élőhelye trópusi esőerdő és trópusi monszunerdő.

## Alfajai
- Echinosorex gymnura alba Giebel, 1863
- Echinosorex gymnura gymnura Raffles, 1822

## Megjelenése
A nagy szőrössün közelségét a rothadó hagymára, az áporodott verítékre vagy az ammóniára emlékeztető szaga jelezheti. Ezeket az illatanyagokat a végbélnyílás mellett lévő két mirigy termeli. Az állat ezen erőteljes szaggal jelöli ki territóriumát. Testhossza 46 centiméter, ebből a farok 30 centiméter. Testtömege 2 kilogramm.

## Életmódja
Magányos állat, és ha fajtársaival találkozik, fenyegetően sziszeg, fújtat és morog. Nappal odvas rönkökben vagy sziklahasadékokban pihen, éjjel vadászik zsákmányára: rovarokra, földigilisztákra, rákokra, puhatestűekre, békákra és halakra.

## Szaporodása
A párzási időszak egész évben tart. A vemhesség 37 napig tart. A nőstény évente 2 alomnak ad életet, egy alomban 2 kölyök a jellemző. A kölyök születésekor 14,50 grammos.